# Каленик, Антон
Антон Каленик (рум. Anton Calenic; 1 февраля 1943, Старая Килия) — румынский гребец-байдарочник, выступал за сборную Румынии во второй половине 1960-х годов. Серебряный призёр летних Олимпийских игр в Мехико, чемпион мира и Европы, победитель многих регат национального и международного значения.

## Биография
Антон Каленик родился 1 февраля 1943 года в коммуне Старая Килия, жудец Тулча.
Первого серьёзного успеха на взрослом международном уровне добился в 1966 году, когда попал в основной состав румынской национальной сборной и побывал на мировом первенстве в Восточном Берлине, откуда привёз награду золотого достоинства, выигранную в километровой дисциплине четвёрок. Ещё через год на первенстве Европы в немецком Дуйсбурге одержал победу сразу в двух дисциплинах, в километровой гонке четвёрок и в эстафете 4 × 500 м.
Будучи одним из лидеров гребной команды Румынии, благополучно прошёл квалификацию на летние Олимпийские игры 1968 года в Мехико — в составе четырёхместного экипажа, куда также вошли гребцы Михай Цуркаш, Димитрие Иванов и Хараламбие Иванов, завоевал на дистанции 1000 метров серебряную медаль — в решающем заезде их обошёл лишь экипаж из Норвегии. Вскоре после этой Олимпиады принял решение завершить карьеру профессионального спортсмена, уступив место в сборной молодым румынским гребцам.